# 윤소희 (방송인)
윤소희(1974년 ~ )는 대한민국 KBS의 前 아나운서이다.

## 학력
- 서울대학교 심리학과 학사
- 시카고대학교 경영대학원 경영학 석사

## 경력
- 1997년 : KBS 24기 공채 아나운서(KBS부산방송총국 지역근무)
- 1997년 ~ 1999년 : KBS 24기 공채 아나운서
- 1999년 11월 : 프리랜서 선언
- 2003년 9월 ~ 2007년 4월 : 배이엔드컴퍼니차이나인크 컨설턴트

## 방송진행
- KBS 1TV KBS 뉴스 9 주말